# Mellikon
Mellikon (gsw. Melike) – gmina (niem. Einwohnergemeinde) w Szwajcarii, w kantonie Argowia, w okręgu Zurzach. Liczy 228 mieszkańców (31 grudnia 2020). Leży nad Renem. 